# 蓋施皮茨特里格爾山

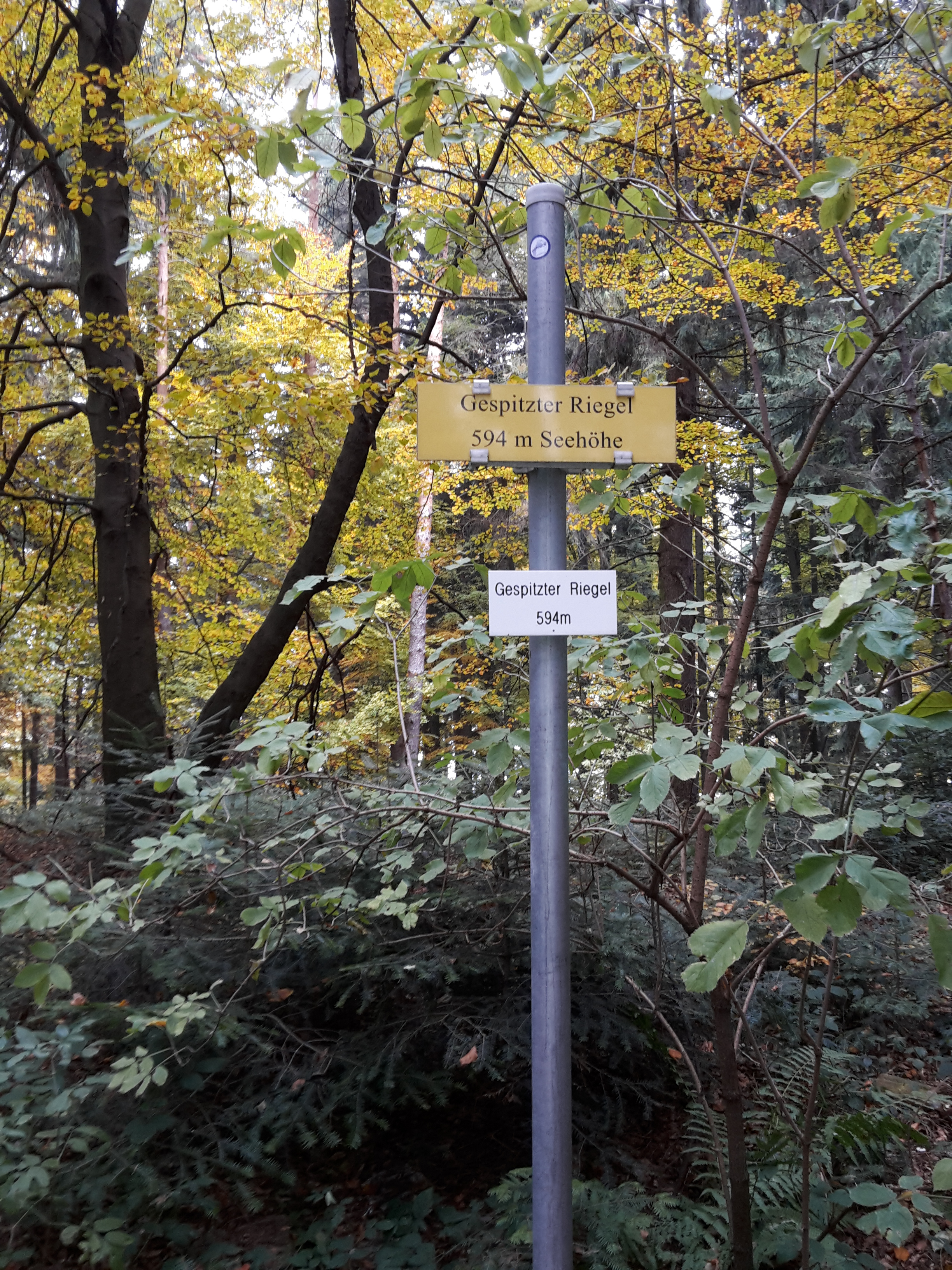

47°45′31″N 16°17′48″E / 47.75861°N 16.29667°E
蓋施皮茨特里格爾山（德語：Gespitzter Riegel），是奧地利的山峰，位於該國東北部，由下奧地利州負責管轄，屬於羅薩利亞山的一部分，距離貝格科格爾山1.5公里，海拔高度594米。